# Sölvesborg–Kristianstads Järnväg
Sölvesborg-Kristianstads Järnväg (SCJ) var en 1067 mm smalspårig järnväg mellan Kristianstad och Sölvesborg som öppnade för trafik den 8 augusti 1874. Järnvägen finns kvar efter ombyggnad 1954 till 1435 mm normalspår som en del av nuvarande Blekinge kustbana.

## Historia
Det första bolaget för en järnväg Kristianstad till Sölvesborg bildades 1865. Kristianstad hade samma år fått normalspårig järnväg (från Hässleholm). Ett kostnadsförstag stannade vid 1,4 miljoner kronor. Det tecknades inte tillräckligt med aktier och ett nytt bolag bildades som skulle använda rullande material från Kristianstad-Hässleholms Järnväg (CHJ). Trots flera omarbetningar av förslaget med bl.a. spårvidden 891 mm beviljades inga statsbidrag.
Ytterligare ett bolag, Sölvesborg-Christianstads Jernvägsaktiebolag (SCJ), bildades den 10 juni 1872. Bolaget föreslog spårvidden 1067 mm som skulle vara densamma som vid den blivande järnvägen Karlshamn–Vislanda Järnväg (KWJ). Förslaget godkändes på bolagsstämman den 28 juni 1873 efter medgivande av Kunglig Majestät. Kostnaden var beräknad till 940 000 kr och järnvägen öppnades den 8 augusti 1874 efter att provisorisk trafik hade startat i maj. Ekonomin var som för många järnvägsbolag dålig och ett nytt bolag Sölvesborg - Christianstads nya Jernvägsaktiebolag tog över den 18 maj 1878. Det gamla bolaget upplöstes.
Järnvägen utgick från Kristianstad C vid CHJ i västlig riktning, gjorde så en loop norrut till en östlig riktning mot Sölvesborg.
SCJ tecknade 1884 aktier i WBlJ för 100 000 kr och obligationer för 70 000 kr. WBlJ gick i konkurs 1888 och innan SCJ fick sina 70 000 kr utbetalda från konkursboet var det en ekonomisk belastning.
I Bromölla byggde Ivöverken industrispår under de första åren på 1900-talet för att frakta färdigt gods från fabriken på järnväg.
I december 1904 fick bolaget ett anbud från CHJ om att köpa järnvägen och bygga om till normalspår. Det kom också ett anbud från Mellersta Blekinge Järnväg (MBlJ). Järnvägen såldes till MBlJ för 1,7 miljoner kronor den 24 november 1905 med tillträde den 1 januari 1906. MBlJ bytte samtidigt namn till Blekinge Kustbanor (BKB) där fortsättningen finns beskriven.

## Stationsbyggnader

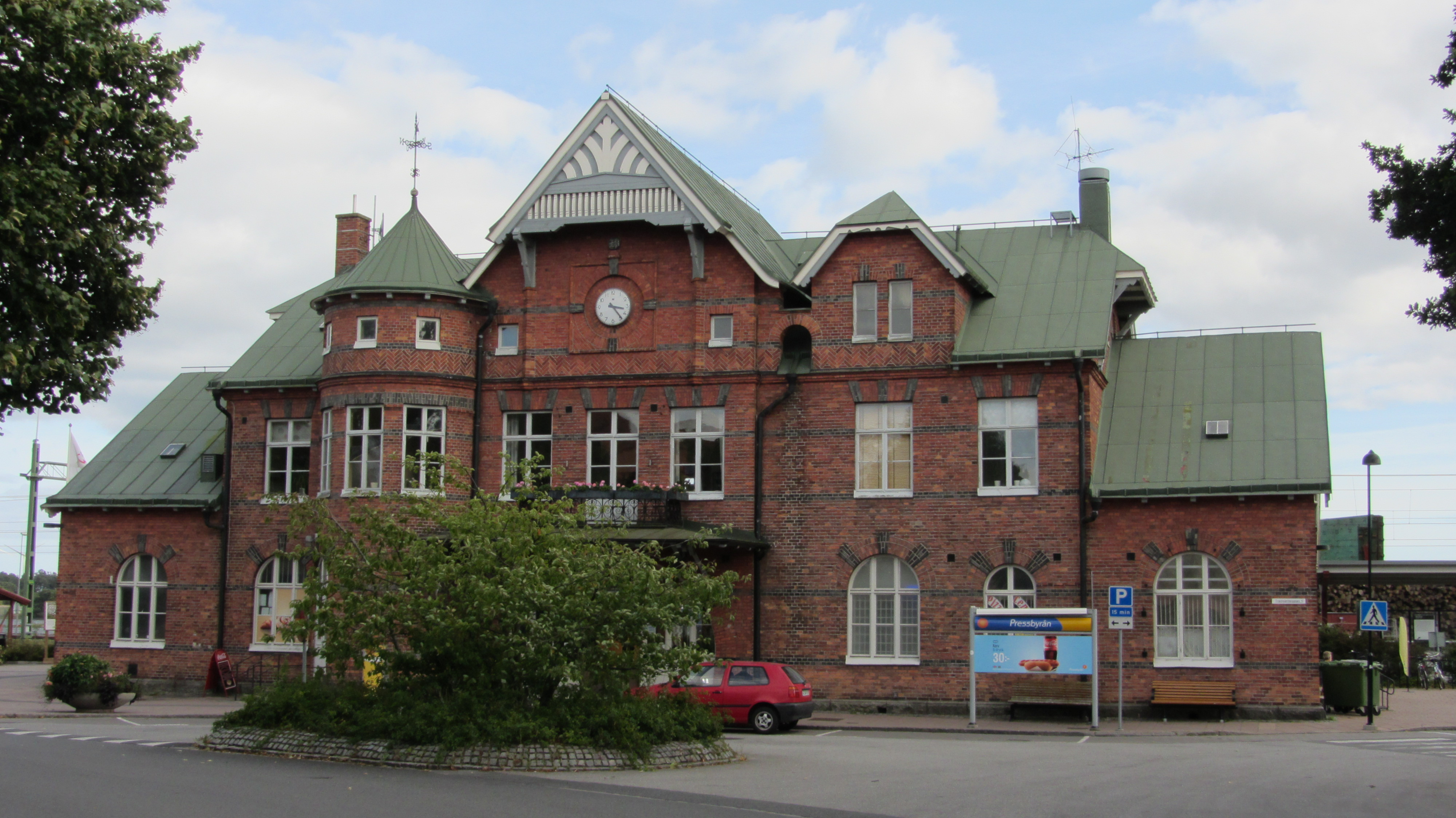
Sölvesborgs stationshus från 1899

Det första stationshuset i Sölvesborg kom för långt från de genomgående spåren när Västra Blekinge Järnväg (WBlJ) blev färdig 1886. Det blev bostad 1904 och revs 1963. Ett nytt stationshus som är byggnadsminne och ritat av C. F. Flinkenberg blev färdigt 1899.

## Lok
Bolaget köpte inför trafikstarten två engelska tanklok från Avonside och Manning Wardle. Ett tredje tanklok köptes 1875 också från Avonside. Ett begagnat tanklok köptes 1888 från Sundsvall-Torpshammars Järnväg som hade blivit ombyggd till normalspår. Från Ljunggrens Verkstads AB i Kristianstad köptes ett tanklok 1899 och ytterligare två 1903.

## Nutid
Järnvägen breddades 1954 till normalspår och finns kvar som en del av Blekinge kustbana. 

## Källhänvisningar
1. ↑  Järnvägshistoriskt Forum - Sissebäck och Valje 30 juni 2011
2. ↑  Lantmäteriet Historiska kartor Sölvesborg-Kristianstads Järnväg Skåne
3. ↑  Lantmäteriet Historiska kartor Sölvesborg-Kristianstads Järnväg Blekinge
4. ↑  BANVAKT.se Bandel nr 571
5. 1 2 3 4 5  Historiskt om Svenska Järnvägar - SCJ, Sölvesborg - Kristianstads Järnväg
6. ↑  Sveriges Järnvägars historia - databank Utgåva 1 -- 1996-03-31 Händelser år 1874
7. ↑  Terra Scaniae - Iföverken i Bromölla Arkiverad 19 augusti 2010 hämtat från the Wayback Machine.
8. ↑  Sölvesborg Järnvägsstationen Arkiverad 2 december 2013 hämtat från the Wayback Machine.